# Козубаев, Тамирлан Омуралиевич
Тамирлан Омуралиевич Козубаев (род. 1 июля 1994, Бишкек) — киргизский футболист, защитник индонезийского клуба «Персита Тангеранг» и сборной Кыргызстана.

## Клубная карьера
С 2010 года находился в системе бишкекского «Дордоя», однако поначалу выступал за его второй состав в первой лиге и за фарм-клуб «Ала-Тоо» (Нарын) в высшей лиге. В первой половине 2014 года играл за основу «Дордоя».
Летом 2014 года перешёл в литовский клуб «Шяуляй». Дебютный матч в чемпионате Литвы провёл 25 июля 2014 года против «Круои», а всего за полсезона принял участие в 17 матчах. Весной 2015 года играл в Кыргызстане за «Алгу», а в июле 2015 года вернулся в Литву и провёл 11 матчей за «Гранитас» (Клайпеда). В весенней части сезона 2015/16 числился в сербском клубе «Ягодина», но ни разу не вышел на поле.
Летом 2016 года вернулся в «Дордой». Чемпион Кыргызстана 2018 года, трёхкратный обладатель Кубка Кыргызстана (2016, 2017, 2018). Принимал участие в матчах Кубка АФК.

## Карьера в сборной
В составе молодёжной (до 21 года) сборной Кыргызстана принимал участие в Кубке Содружества, был капитаном сборной. В составе олимпийской сборной Кыргызстана принимал участие в Азиатских играх 2018 года в качестве одного из трёх футболистов старше 23-х лет. Выходил на поле во всех трёх матчах своей команды.
В национальной сборной Кыргызстана дебютировал 13 октября 2015 года в матче против Бангладеш. Первый гол за сборную забил 11 октября 2016 года, принеся победу в матче против Туркменистана (1:0).
Принимал участие в Кубке Азии 2019 года, сыграл все 4 матча своей команды.